# Nokona aurivena
Nokona aurivena is een vlinder uit de familie wespvlinders (Sesiidae), onderfamilie Sesiinae.
De wetenschappelijke naam van de soort werd voor het eerst geldig gepubliceerd door Bryk in 1947. De soort wordt wel in het ondergeslacht Nokona geplaatst.
Deze soort komt voor in het Oriëntaals gebied en het Palearctisch gebied.